# HRG

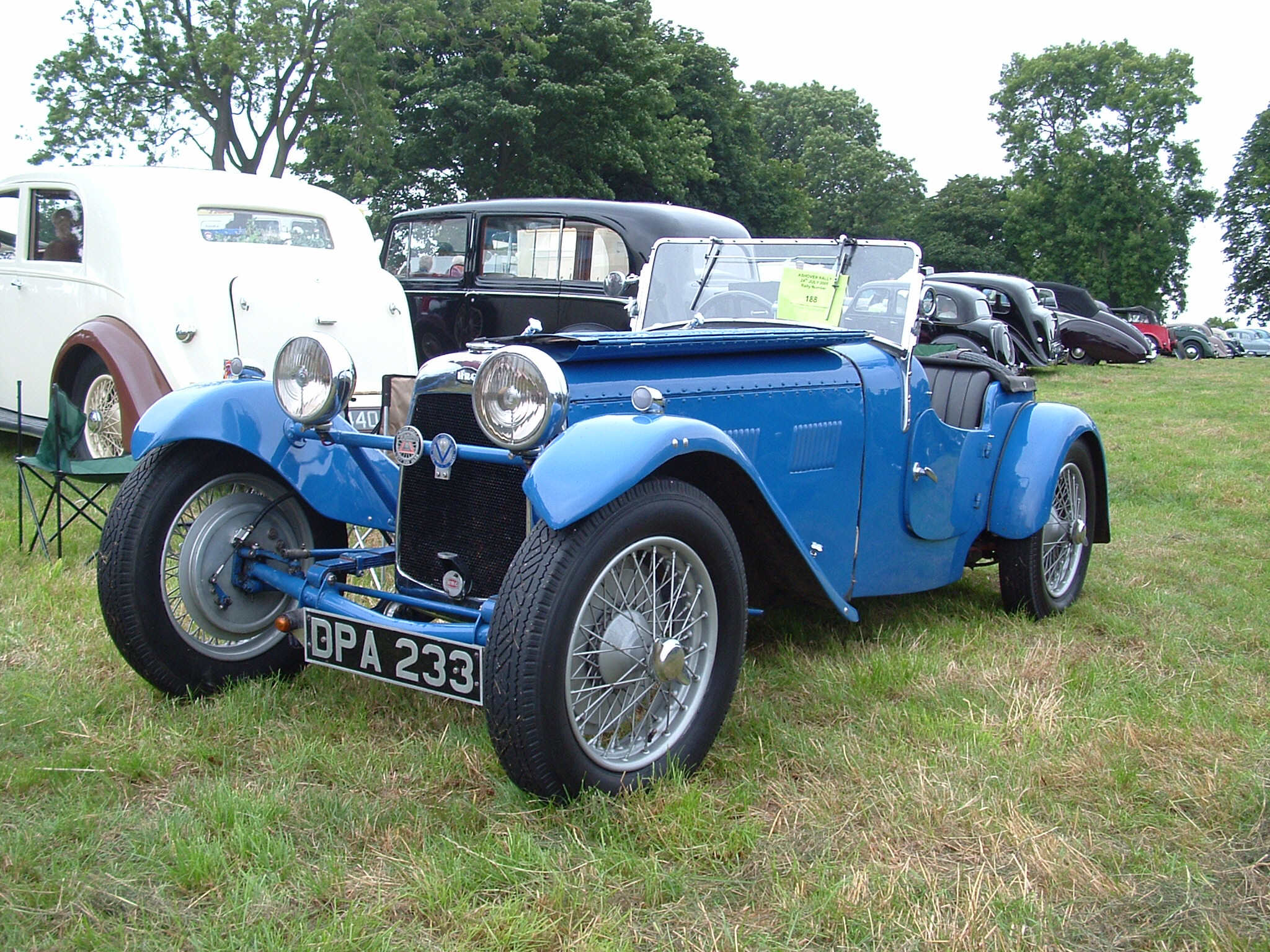
1935 HRG 11/2 Litre.

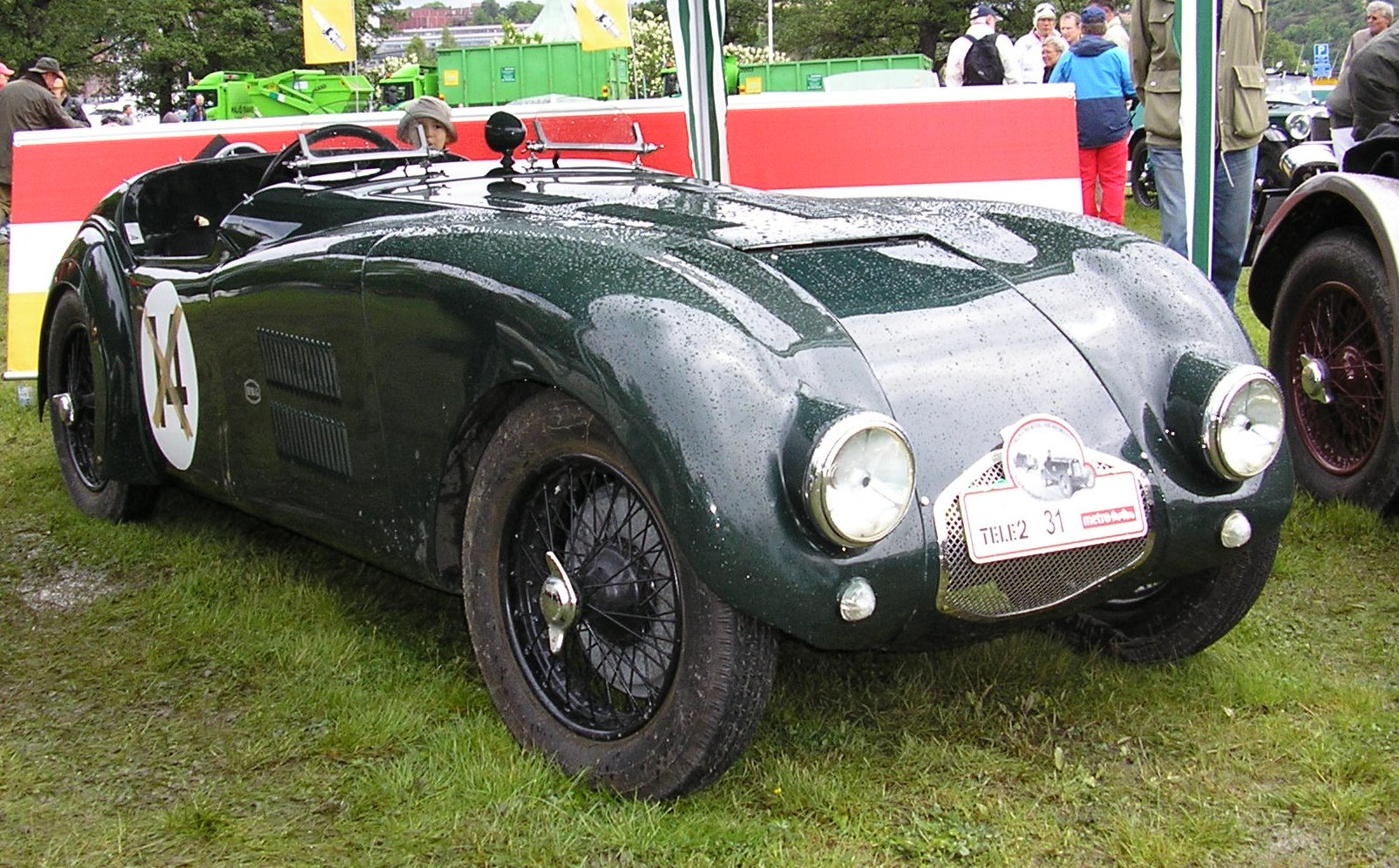
1947 HRG Aerodynamic.

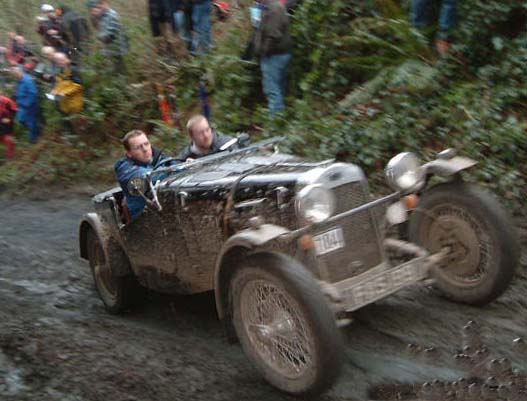
1954 HRG Volvo Trials.

HRG (HRG Engineering Company Ltd) var en brittisk biltillverkare i  Tolworth, Surrey, som grundades 1936 av E.A. Halford, Guy Robins och Henry Ronald Godfrey. Namnet kom från grundarnas initialer.
Tanken var att bilarna skulle fortsätta i traditionen efter Frazer Nash. H.R. Godfrey hade tillsammans med Archibald Frazer Nash grundat och drivit GN som tillverkade cykelbilar mellan 1910 och 1922. 1938 placerade sig en HRG som bästa brittiska bil i Le Mans 24-timmars och både 1939 och 1949 vann man 1½ literklasen. En HRG kostade £395 (ungefär halva kostnaden jämfört med en the 1.5-liters Aston Martin) och vägde nästan 450 kg mindre.
Bilproduktionen slutade 1956 efter 241 tillverkade bilar även om företaget fortsatte vara verksamma i branschen. 1965 byggde de en experimentell sportbil som drevs av en Vauxhall VX 4/90-motor. Företaget lades ner 1966. Man var lönsamma ända fram tills nerläggningen.